# Masters de Miami 2009
El Masters de Miami 2009, conocido por motivos de patrocinio como Sony Ericsson Open 2009, fue la vigésima quinta versión del torneo de tenis disputado por hombres y mujeres en las canchas duras del Tennis Center at Crandon Park en Key Biscayne, Florida. Desarrollado entre el 23 de marzo y el 5 de abril, el torneo masculino formó parte de los Masters 1000 de la Asociación de Tenistas Profesionales y el femenino de los Premier Mandatory de la Women's Tennis Association.
El británico Andy Murray superó en la final masculina a Novak Djoković y la bielorrusa Victoria Azarenka a Serena Williams en la femenina. Fue el primer título de ambos en Miami y la primera vez que jugadores de esas nacionalidades levantaron el trofeo. En dobles, la pareja de Max Mirnyi y Andy Ram obtuvo el torneo masculino tras vencer al dúo de Ashley Fisher y Stephen Huss, mientras que Svetlana Kuznetsova y Amélie Mauresmo triunfaron sobre Květa Peschke y Lisa Raymond en damas.

## Antecedentes
La vigésimo quinta versión se disputó en el Tennis Center at Crandon Park en Key Biscayne, Florida, y se realizó de manera conjunta entre la ATP y la WTA como parte de los torneos de tenis que desarrollaron durante el 2009. Consistió en los eventos de hombres y mujeres en individuales y dobles, jugados en doce canchas duras de Laykold Cushion Plus.

### Distribución de puntos
Al igual que los otros nueve Masters 1000 desarrollados durante el año por la ATP, y los cuatro Premier Mandatory organizados por la WTA, el Masters de Miami 2009 entregó un total de 1000 puntos a los ganadores de las cuatro categorías en disputa.
| Evento                  | G    | F   | SF  | CF  | R16 | R32 | R64 | R128 | C  | C2 | C1 |
| Individuales masculinos | 1000 | 600 | 360 | 180 | 90  | 45  | 25  | 10   | 12 | 7  | 0  |
| Dobles masculinos       | 1000 | 600 | 360 | 180 | 90  | 0   | —   | —    | —  | —  | —  |
| Individuales femeninos  | 1000 | 700 | 450 | 250 | 140 | 80  | 50  | 5    | 30 | 20 | 1  |
| Dobles femeninos        | 1000 | 700 | 450 | 250 | 140 | 5   | —   | —    | —  | —  | —  |

### Premios en efectivo
Repartió un total de 9 000 000 USD en premios, repartidos de manera equitativa para la competencia de la ATP y la WTA. El ganador masculino en individuales obtuvo 605 500 USD y el dúo vencedor 225 000 USD, mientras que la tenista campeona recibió 700 000 USD y la pareja triunfadora 237 000 USD.
| Evento                  | G         | F         | SF        | CF       | R16      | R32      | R64      | R128   | C2     | C1     |
| Individuales masculinos | $ 605 500 | $ 295 500 | $ 148 100 | $ 75 500 | $ 39 800 | $ 21 300 | $ 11 500 | $ 7050 | $ 2100 | $ 1075 |
| Individuales femeninos  | $ 700 000 | $ 350 000 | $ 150 000 | $ 64 000 | $ 32 000 | $ 18 740 | $ 11 500 | $ 7050 | $ 2100 | $ 1050 |
| Dobles masculinos       | $ 225 000 | $ 117 000 | $ 54 000  | $ 23 000 | $ 12 650 | $ 4000   | —        | —      | —      | —      |
| Dobles femeninos        | $ 237 000 | $ 118 500 | $ 51 000  | $ 22 000 | $ 11 500 | $ 4000   | —        | —      | —      | —      |

### Jugadores

#### Cabezas de serie individuales masculino
Cuarenta y siete jugadores de los cincuenta mejores de la clasificación ATP participaron del torneo, con Rafael Nadal de primer cabeza de serie, seguido de Roger Federer, Novak Djokovic y Andy Murray. El campeón defensor Nikolay Davydenko se retiró antes de iniciada la competencia debido a una lesión en el pie, mientras que Richard Gasquet tuvo que abandonar antes de su primer partido debido a una dolencia en el hombro derecho, por lo que entró como perdedor afortunado Björn Phau.
| N.º | Rank. | Tenista               | Puntos | Puntos por defender | Puntos ganados | Nuevos puntos | Ronda hasta la que avanzó en el torneo                  |
| 1   | 1     | Rafael Nadal          | 14990  | 700                 | 180            | 14470         | Cuartos de final, perdió ante Juan Martín del Potro [6] |
| 2   | 2     | Roger Federer         | 11020  | 250                 | 360            | 10910         | Semifinales, perdió ante Novak Đoković [3]              |
| 3   | 3     | Novak Đoković         | 8420   | 30                  | 600            | 9010          | Final, perdió ante Andy Murray [4]                      |
| 4   | 4     | Andy Murray           | 7850   | 30                  | 1000           | 8840          | Campeón, venció a Novak Đoković [3]                     |
| 5   | 6     | Andy Roddick          | 4610   | 450                 | 180            | 4340          | Cuartos de final, perdió ante Roger Federer [2]         |
| 6   | 7     | Juan Martín del Potro | 4470   | 40                  | 360            | 4790          | Semifinales, perdió ante Andy Murray [4]                |
| 7   | 8     | Gilles Simon          | 3930   | 10                  | 90             | 4010          | Cuarta ronda, perdió ante Jo-Wilfried Tsonga [10]       |
| 8   | 9     | Fernando Verdasco     | 3590   | 10                  | 180            | 3760          | Cuartos de final, perdió ante Andy Murray [4]           |
| 9   | 10    | Gaël Monfils          | 3550   | 40                  | 90             | 3600          | Cuarta ronda, perdió ante Andy Roddick [5]              |
| 10  | 11    | Jo-Wilfried Tsonga    | 3195   | 70                  | 180            | 3305          | Cuartos de final, perdió ante Novak Đoković [3]         |
| 11  | 12    | David Ferrer          | 3045   | 10                  | 90             | 3125          | Cuarta ronda, perdió ante Juan Martín del Potro         |
| 12  | 13    | Fernando González     | 2850   | 70                  | 45             | 2825          | Tercera ronda, perdió ante Radek Štěpánek [18]          |
| 13  | 14    | James Blake           | 2785   | 250                 | 45             | 2580          | Tercera ronda, perdió ante Tomáš Berdych [21]           |
| 14  | 15    | David Nalbandian      | 2735   | 10                  | 10             | 2735          | Segunda ronda, perdió ante Viktor Troicki               |
| 15  | 16    | Tommy Robredo         | 2730   | 10                  | 45             | 2765          | Tercera ronda, perdió ante Taylor Dent [Q]              |
| 16  | 17    | Stan Wawrinka         | 2540   | 10                  | 90             | 2620          | Cuarta ronda, perdió ante Rafael Nadal [1]              |
| 17  | 18    | Marin Čilić           | 2515   | 40                  | 45             | 2520          | Tercera ronda, perdió ante David Ferrer [11]            |
| 18  | 19    | Radek Štěpánek        | 2470   | 150                 | 90             | 2410          | Cuarta ronda, perdió ante Fernando Verdasco [8]         |
| 19  | 20    | Nicolás Almagro       | 2270   | 70                  | 10             | 2210          | Segunda ronda, perdió ante Taylor Dent [Q]              |
| 20  | 21    | Ígor Andréyev         | 2230   | 250                 | 45             | 2025          | Tercera ronda, perdió ante Stan Wawrinka [17]           |
| 21  | 22    | Tomáš Berdych         | 2230   | 450                 | 90             | 1870          | Cuarta ronda, perdió ante Novak Đoković [3]             |
| 22  | 23    | Marat Safin           | 2075   | 10                  | 45             | 2110          | Tercera ronda, perdió ante Gaël Monfils [9]             |
| 23  | 24    | Robin Söderling       | 2010   | 70                  | 10             | 1950          | Segunda ronda, perdió ante Robert Kendrick [Q]          |
| 24  | 25    | Richard Gasquet       | 1995   | 10                  | 0              | 1985          | Baja por lesión antes de la primera ronda.              |
| 25  | 26    | Dmitri Tursúnov       | 1925   | 150                 | 45             | 1820          | Tercera ronda, perdió ante Andy Roddick [5]             |
| 26  | 27    | Ivo Karlović          | 1855   | 0                   | 0              | 1855          | Segunda ronda, perdió ante Frederico Gil                |
| 27  | 28    | Mardy Fish            | 1815   | 0                   | 0              | 1815          | Segunda ronda, perdió ante Nicolás Massú                |
| 28  | 29    | Nicolas Kiefer        | 1755   | 70                  | 45             | 1730          | Tercera ronda, perdió ante Roger Federer [2]            |
| 29  | 31    | Rainer Schüttler      | 1730   | 10                  | 45             | 1765          | Tercera ronda, perdió ante Gilles Simon [7]             |
| 30  | 32    | Jürgen Melzer         | 1665   | 30                  | 0              | 1635          | Segunda ronda, perdió ante Janko Tipsarević             |
| 31  | 33    | Paul-Henri Mathieu    | 1630   | 150                 | 45             | 1525          | Tercera ronda, perdió ante Novak Đoković [3]            |
| 32  | 34    | Feliciano López       | 1615   | 70                  | 45             | 1590          | Tercera ronda, perdió ante Dmitri Tursúnov              |

- Ranking del 23 de marzo de 2009.[14]

#### Cabezas de serie individuales femenino
| N.º | Rank. | Tenista             | Puntos | Puntos por defender | Puntos ganados | Nuevos puntos | Ronda hasta la que avanzó en el torneo                |
| 1   | 1     | Serena Williams     | 9432   | 1000                | 700            | 9132          | Final, perdió ante Victoria Azárenka [11]             |
| 2   | 2     | Dinara Sáfina       | 9121   | 250                 | 80             | 8951          | Tercera ronda, perdió ante Samantha Stosur            |
| 3   | 3     | Jelena Janković     | 7985   | 700                 | 5              | 7290          | Segunda ronda, perdió ante Gisela Dulko               |
| 4   | 4     | Elena Dementieva    | 7671   | 250                 | 140            | 7561          | Cuarta ronda, perdió ante Caroline Wozniacki [13]     |
| 5   | 6     | Venus Williams      | 6842   | 250                 | 450            | 7042          | Semifinales, perdió ante Serena Williams [1]          |
| 6   | 5     | Vera Zvonariova     | 7090   | 450                 | 80             | 6720          | Tercera ronda, perdió ante Li Na                      |
| 7   | 7     | Ana Ivanović        | 5184   | 90                  | 80             | 5174          | Tercera ronda, perdió ante Ágnes Szávay [25]          |
| 8   | 8     | Svetlana Kuznetsova | 4308   | 450                 | 450            | 4308          | Semifinales, perdió ante Victoria Azarenka [11]       |
| 9   | 9     | Nadia Petrova       | 3762   | 2                   | 80             | 3840          | Tercera ronda, perdió ante Ekaterina Makarova         |
| 10  | 11    | Agnieszka Radwańska | 3468   | 2                   | 140            | 3606          | Cuarta ronda, perdió ante Venus Williams [5]          |
| 11  | 10    | Victoria Azarenka   | 3760   | 90                  | 1000           | 4670          | Campeona, venció a Serena Williams [1]                |
| 12  | 13    | Marion Bartoli      | 3221   | 2                   | 5              | 3224          | Segunda ronda, perdió ante Anastasiya Yakímova [Q]    |
| 13  | 12    | Caroline Wozniacki  | 3320   | 140                 | 250            | 3430          | Cuartos de final, perdió ante Svetlana Kuznetsova [8] |
| 14  | 14    | Alizé Cornet        | 3061   | 2                   | 80             | 3139          | Tercera ronda, perdió ante Zheng Jie [17]             |
| 15  | 15    | Flavia Pennetta     | 3050   | 90                  | 80             | 3040          | Tercera ronda, perdió ante Amélie Mauresmo [20]       |
| 16  | 16    | Dominika Cibulková  | 2685   | 90                  | 80             | 2675          | Tercera ronda, perdió ante Anabel Medina [19]         |
| 17  | 17    | Zheng Jie           | 2501   | 140                 | 140            | 2501          | Cuarta ronda, perdió ante Serena Williams [1]         |
| 18  | 18    | Patty Schnyder      | 2497   | 90                  | 80             | 2487          | Tercera ronda, perdió ante Caroline Wozniacki [13]    |
| 19  | 21    | Anabel Medina       | 2187   | 2                   | 140            | 2325          | Cuarta ronda, perdió ante Iveta Melzer [26]           |
| 20  | 20    | Amélie Mauresmo     | 2304   | 90                  | 140            | 2354          | Cuarta ronda, perdió ante Samantha Stosur             |
| 21  | 19    | Kaia Kanepi         | 2330   | 140                 | 80             | 2270          | Tercera ronda, perdió ante Agnieszka Radwańska [10]   |
| 22  | 23    | Anna Chakvetadze    | 2026   | 90                  | 80             | 2016          | Tercera ronda, perdió ante Victoria Azárenka [11]     |
| 23  | 28    | Ai Sugiyama         | 1759   | 185                 | 50             | 1624          | Segunda ronda, perdió ante Yekaterina Makárova        |
| 24  | 26    | Alisa Kleibánova    | 1800   | 130                 | 140            | 1810          | Cuarta ronda, perdió ante Svetlana Kuznetsova [8]     |
| 25  | 25    | Ágnes Szávay        | 1847   | 2                   | 140            | 1985          | Cuarta ronda, perdió ante Victoria Azárenka [11]      |
| 26  | 31    | Iveta Melzer        | 1649   | 88                  | 250            | 1811          | Cuartos de final, perdió ante Venus Williams [5]      |
| 27  | 24    | Sybille Bammer      | 1869   | 90                  | 5              | 1784          | Segunda ronda, perdió ante Samantha Stosur            |
| 28  | 36    | Alona Bondarenko    | 1521   | 2                   | 5              | 1524          | Segunda ronda, perdió ante Nicole Vaidišová           |
| 29  | 29    | Aleksandra Wozniak  | 1703   | 120                 | 5              | 1588          | Segunda ronda, perdió ante Li Na                      |
| 30  | 33    | Sara Errani         | 1573   | 90                  | 5              | 1488          | Segunda ronda, perdió ante Anna-Lena Grönefeld        |
| 31  | 32    | Carla Suárez        | 1581   | 60                  | 80             | 1607          | Tercera ronda, perdió ante Yelena Deméntieva [4]      |
| 32  | 34    | Peng Shuai          | 1566   | 60                  | 80             | 1586          | Tercera ronda, perdió ante Serena Williams [1]        |

- Ranking del 23 de marzo de 2009.

## Jugadores
Doce tenistas entraron al cuadro principal desde las clasificaciones, mientras que otros seis, entre los que estaban Lleyton Hewitt y Marcos Baghdatis, recibieron invitaciones para participar.
En el cuadro femenino la campeona defensora, Serena Williams, era la primera sembrada, mientras que la número dos, Dinara Safina, estaba a solo 311 puntos en la clasificación WTA antes de comenzar el torneo. También se esperaba el regreso de María Sharapova — que no disputaba un partido individual desde agosto de 2008 — tras participar en el torneo de dobles de Indian Wells, pero finalmente se retiró debido a la falta de acondicionamiento físico. Entre las ocho jugadoras invitadas al cuadro principal estuvo Jelena Dokić, Sania Mirza y Alexa Glatch, que se sumaron a las doce que superaron las clasificaciones.
En dobles los primeros cabeza de series fueron los campeones defensores Bob y Mike Bryan en varones y Cara Black con Liezel Huber por el lado de las mujeres. Katarina Srebotnik, que ganó el torneo el año anterior, no participó debido a que todavía no se recuperaba de una lesión sufrida en diciembre de 2008, por lo que su compañera en esa ocasión, Ai Sugiyama, decidió jugar junto a la rusa Daniela Hantuchová. Además, las jugadoras Sun Tiantian y Francesca Schiavone decidieron retirarse debido a las lesiones de Marina Erakovic y Chan Yung-jan, respectivamente. Para la competencia se repartieron cinco invitaciones al cuadro principal, entre ellas una al dúo de Amélie Mauresmo y Svetlana Kuznetsova, esta última ganadora del torneo del 2005 de dobles junto a Alicia Molik.

## Desarrollo del torneo

### Individuales masculino

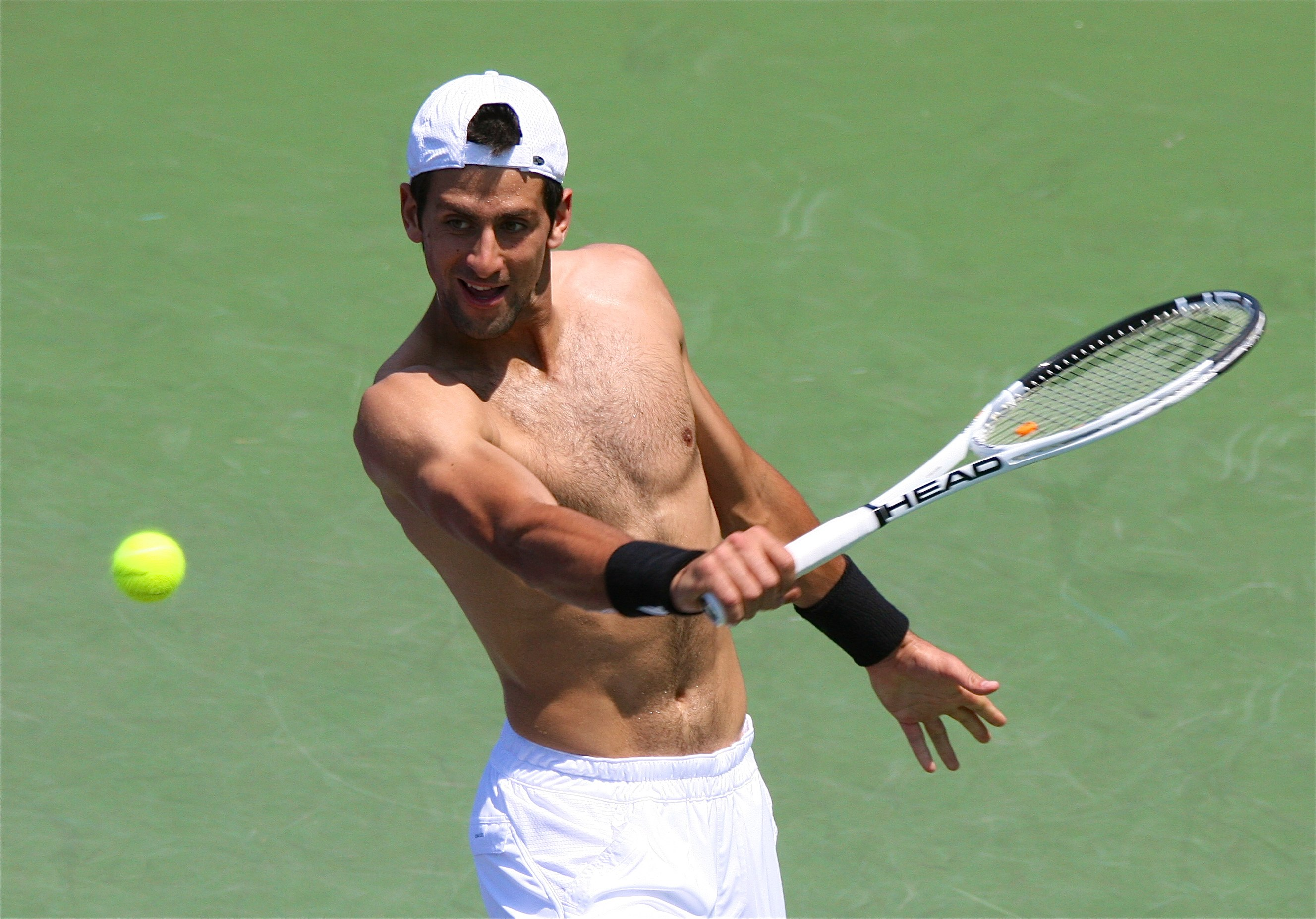
Novak Djokovic fue el subcampeón del torneo individual masculino.

Todos los cabezas de serie pasaron de manera directa a la segunda ronda, donde también se sumaron los invitados Lleyton Hewitt y Marcos Baghdatis, mientras que las derrotas del alemán Philipp Kohlschreiber y el ex número dos del mundo Tommy Haas resultaron las principales sorpresas. Muchos de los cabeza de series también avanzaron a tercera ronda, con excepción de Ivo Karlović y David Nalbandian. Mientras tanto, el español Fernando Verdasco obtuvo su victoria número 200 en el circuito y el perdedor afortunado Björn Phau consiguió llegar a la siguiente instancia tras el retiro de Albert Montañés por una lesión en su muslo mientras disputaban el segundo set. El francés Gaël Monfils tuvo que batallar por cerca de tres horas para vencer al ex número uno del mundo Marat Safin y llegar a octavos de final, hecho que también logró Taylor Dent, que venía de las clasificaciones, tras ganar al español Tommy Robredo. En esta ronda también ganaron los tenistas checos Tomáš Berdych y Radek Štěpánek, que superaron a los cabezas de serie James Blake y Fernando González.
El número uno del mundo Rafael Nadal tuvo un partido complicado en octavos de final contra Stan Wawrinka, al que solo pudo superar en dos tiebreak. Roger Federer, en tanto, venció a Dent para enfrentar en cuartos a uno de sus principales rivales en el circuito, Andy Roddick, que superó a Monfils en dos sets. Novak Djokovic, Andy Murray, Juan Martín del Potro, Verdasco y Jo-Wilfried Tsonga fueron los restantes clasificados a la instancia de los ocho mejores. Del Potro superó a Nadal en el tiebreak final del tercer set, tras perder el segundo, y alcanzó su primera semifinal de un torneo Masters 1000 en su carrera. Murray enfrentó a Verdasco, en lo que fue una repetición de la cuarta ronda del Abierto de Australia 2009, pero el español requirió atención médica de su fisioterapeuta después del segundo juego y no pudo vencer el juego del británico. Mientras tanto, Federer superó a Roddick y Djokovic a Tsonga en los otros dos partidos. En la primera semifinal, Djokovic empezó en desventaja frente a Federer tras perder el primer set, pero mantuvo su consistencia en los otros dos y ganó el enfrentamiento. En el otro encuentro, Murray enfrentó a del Potro para conseguir su segunda final de torneo Masters 1000 seguida, y aunque se mostró dudoso en el segundo set tras conceder dos quiebres, finalmente se recuperó en el tercero y tras romper el primer juego de saque mantuvo la ventaja y selló su acceso a la final.
Djokovic entró a su séptima final de Masters 1000 y decimonovena de su carrera en cualquier categoría, mientras que para Murray era la cuarta en este tipo de torneos y decimoséptima de su trayectoria. Se habían enfrentado anteriormente en seis ocasiones, con una ventaja del serbio por 4-2, pero el británico había ganado los dos últimos encuentros. En el partido, Murray rápidamente se adelantó 4-0 en el primer set, y aunque Djokovic mejoró su saque eso no fue suficiente para recuperarse y remontar. En la segunda manga se invirtieron los roles y el tenista balcánico lideró por 4-1, pero Murray consiguió emparejar el marcador 5-5 para después asegurar el set y el campeonato. El triunfo de Murray significó su tercer título en la temporada y el undécimo de su carrera, además de su tercer trofeo en un Masters 1000. El británico mencionó que ganó debido a su buen estado físico. En cambio Djokovic, que en ocasiones anteriores había tenido problemas con las altas temperaturas, de nuevo se vio complicado con las condiciones ambientales; además, admitió que estaba impaciente al principio y que cometió muchos errores no forzados.
Marcador final
 Andy Murray vence a  Novak Djoković, 6-2, 7-5

### Individuales femenino

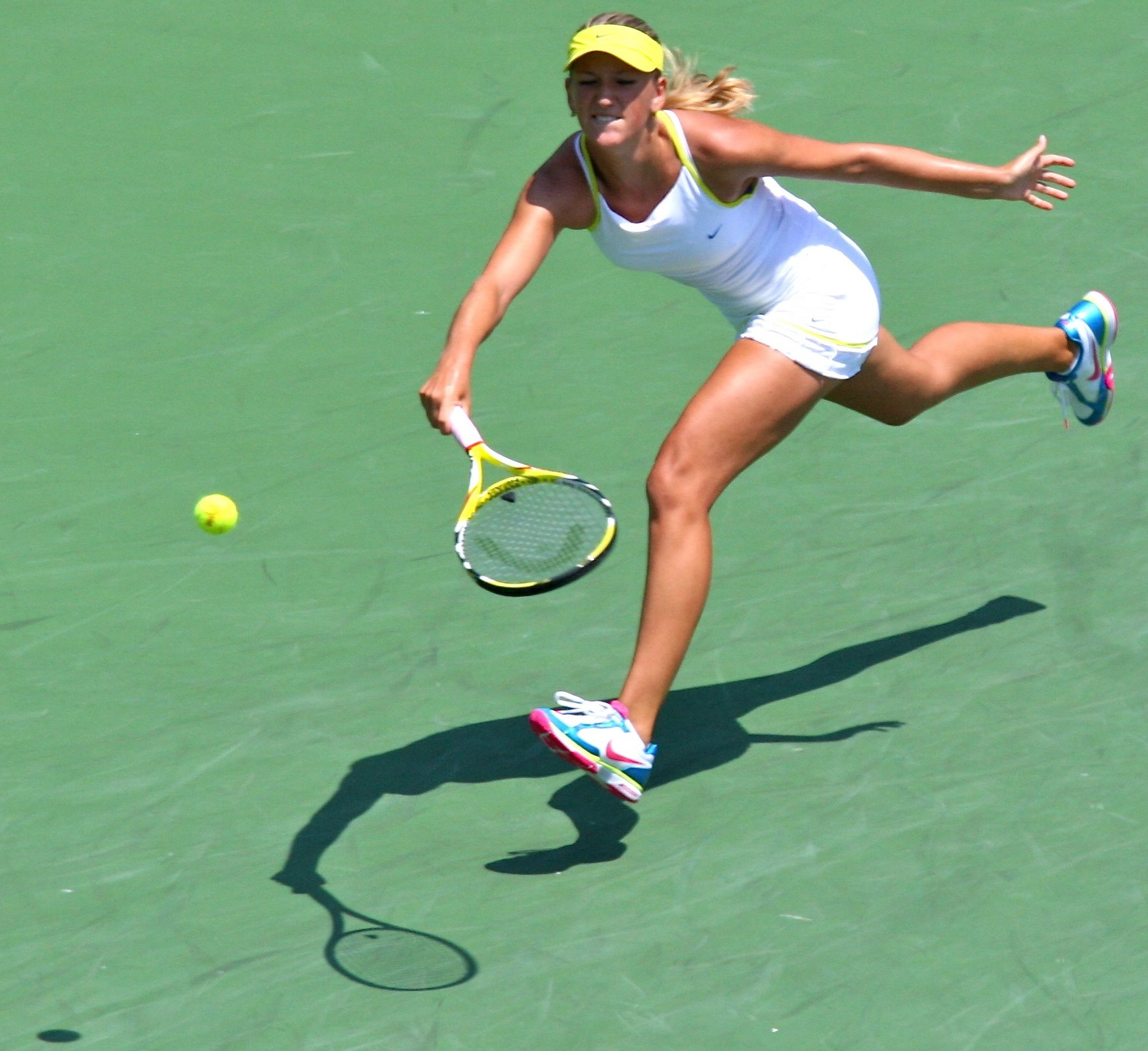
Victoria Azarenka ganó el tercer título de su carrera.

Todas las cabeza de serie pasaron libres a la instancia de las sesenta y cuatro mejores, donde perdieron siete de ellas, entre las que estaban la tercera sembrada Jelena Janković, que fue superada por Gisela Dulko, y la octava, Marion Bartoli, que no superó a la jugadora proveniente de las clasificaciones Anastasiya Yakimova. En tercera ronda, entre las cinco cabeza de serie que dejaron el torneo estuvo la número dos Dinara Safina, Vera Zvonareva y Ana Ivanovic. La tres veces campeona del torneo y quinta sembrada, Venus Williams, tuvo dificultades para superar a Agnieszka Radwańska en octavos de final, a la que tuvo que vencer en tres sets luego de perder el primero. A ella se sumó la china Li Na tras vencer a Ekaterina Makarova en tres mangas.
En el primer partido de cuartos de final, aunque parecía que Kuznetsova vencería en dos sets tras ganar el primero y lograr una ventaja de 5-2 en el segundo, Wozniacki remontó y ganó el tiebreak, pero en el tercero la rusa ganó con facilidad y aseguró su paso a semifinales con un marcador de 6-4, 6-7(4) y 6-1. Mientras Victoria Azarenka superó a Samantha Stosur por 6-1, 6-0 para definir el primer enfrentamiento de semifinales, las hermanas Williams — Serena y Venus — formaron la otra llave tras superar a Li Na e Iveta Benešová, respectivamente. Anteriormente se habían enfrentado en diecinueve ocasiones con Venus a la cabeza por 10-9, pero esta vez ganó Serena por 6-4 3-6 6-3, mientras que Azarenka venció a Kuznetsova y definió a la otra contendiente de la final.
Serena había logrado llegar a su cuadragésima sexta final de su carrera y por tercera vez consecutiva alcanzaba la definición de este campeonato tras ganar las dos últimas versiones, mientras que Azarenka disputaba por séptima vez el último partido de una competencia y por primera vez de un Masters 1000. Ya en el encuentro, Serena luchó con una lesión en su pierna y se vio dominada durante todo el cotejo por la bielorrusa, que aseguró así el tercer título en su trayectoria. Azarenka mencionó que estaba muy nerviosa en el último juego y que este era «el mejor momento de su carrera», mientras que Serena dijo que tuvo dificultades para moverse con su pierna izquierda, pero que igualmente dio su máximo esfuerzo.
Marcador final
 Victoria Azarenka vence a  Serena Williams, 6-3, 6–1

### Dobles masculino
Cuatro dúos cabeza de serie fueron eliminados en primera ronda, entre los que estaban las parejas de Daniel Nestor y Nenad Zimonjić, que perdieron contra Nicolás Almagro y David Ferrer, y Mahesh Bhupathi con Mark Knowles, que cayeron contra Julien Benneteau y Jo-Wilfried Tsonga. Estos últimos pasaron a tercera ronda tras superar a Rik de Voest y Bobby Reynolds y se unieron a Julian Knowle y Jürgen Melzer, que vencieron a los españoles Almagro y Ferrer. Solo dos equipos cabeza de series llegaron a cuartos de final — los hermanos Bob y Mike Bryan y Bruno Soares con Kevin Ullyett — y entre ellos tuvieron que definir al primer semifinalista, que resultaron ser los Bryan tras ganar en dos sets. Ashley Fisher con Stephen Huss, Knowle y Melzer y Max Mirnyi con Andy Ram fueron los otros dúos que completaron el cuadro.
Los hermanos Bryan perdieron en la primera semifinal contra Fisher y Huss, con lo que terminaron con una racha de trece victorias consecutivas. Mirnyi y Ram encontraron mayor resistencia en Knowle y Melzer y tuvieron que salvar cinco puntos de partido antes de asegurar su acceso a la final. En ella la pareja de Fisher y Huss lograron ganar en el tiebreak un primer set que no tuvo ningún punto de quiebre, pero el segundo lo aseguraron cómodamente Mirnyi y Ram por 6-2. Finalmente en el superdesempate la pareja Mirnyi/Ram aseguró el triunfó por 10-7, con lo que obtuvieron su trigésimo sexto título por parte del bielorruso y el décimo sexto para el israelí, además de su segundo como pareja en el circuito.
Marcador final
 Max Mirnyi /  Andy Ram vencen a  Ashley Fisher /  Stephen Huss, 6-7(4), 6-2, 10-7.

### Dobles femenino
El único equipo de sembradas que perdió en primera ronda fue el de Daniela Hantuchová y la campeona defensora Ai Sugiyama, que cayeron contra la pareja invitada de Petra Martić y Coco Vandeweghe. Otro dúo invitado, Svetlana Kuznetsova y Amélie Mauresmo, venció en segunda ronda a las máximas favoritas: Cara Black y Liezel Huber, mientras que las octavas sembradas Maria Kirilenko y Flavia Pennetta fueron derrotadas en la misma instancia por Chuang Chia-jung y Sania Mirza. La pareja entró a las semifinales tras superar también a las segundas preclasificadas, Anabel Medina Garrigues y Virginia Ruano Pascual. A la instancia de las cuatro mejores también llegaron Kuznetsova y Mauresmo, Anna-Lena Grönefeld con Patty Schnyder y Květa Peschke con Lisa Raymond, el único dúo cabeza de serie.
Kuznetsova y Mauresmo vencieron a Grönefeld y Schnyder para entrar a su tercera final como pareja, mientras que Peschke y Raymond se impusieron a Chuang y Mirza para asegurarse el segundo cupo. Finalmente, Kuznetsova y Mauresmo triunfaron en el encuentro definitivo por 4-6, 6-3, 10-3, en lo que fue el décimo cuarto título para la rusa en la categoría, el tercero para la francesa y el segundo para ambas como equipo.
Marcador final
 Svetlana Kuznetsova /  Amélie Mauresmo vencen a  Kveta Peschke /  Lisa Raymond, 4-6, 6-3, 10-3

## Audiencia
Las primeras fases del torneo, hasta las semifinales, fueron transmitidas en Estados Unidos por Fox Sports Networks, mientras que la final la emitió CBS Sports. Tuvo en total treinta y siete horas de cobertura en el país, 2400 en el mundo y aproximadamente 153 millones de espectadores a través de distintos medios de comunicación.
Según los organizadores, durante los doce días de torneo se vendieron en total 293 228 entradas y ocho jornadas se agotaron. Además, fue el segundo Masters de Miami con más asistentes de la historia hasta ese momento.